# Glycyphana aspera
Glycyphana aspera är en skalbaggsart som beskrevs av Wallace 1867. Glycyphana aspera ingår i släktet Glycyphana och familjen Cetoniidae. Inga underarter finns listade i Catalogue of Life.